# Германски паспорт
Германският паспорт е германски личен документ за пътуване в чужбина, издаден на гражданин на Германия, който да служи за установяване на самоличността на лицето и доказателство за германското гражданство.
Германският паспорт е, освен германската лична карта, единственият официално признат личен документ, който германски (и повечето други европейски страни) власти приемат по установения ред като доказателство за самоличността на германски граждани. 180 държави и територии разрешават на притежателите на германски паспорт пътуване без визи или издаване на виза при пристигане, от които 151 са достижими без никакви визи въобще.

## Външен вид
От 1 януари 1988 г. германските паспорти следват стандартния дизайн на паспортите на Европейския съюз: бургундскочервена корица и германски орел в центъра на предната корица. На 23 февруари 2017 г. Германия представя нов дизайн на паспорта, който влиза в сила от 1 март 2017 г. Над герба са изписани думите Europäische Union (Европейски съюз) и Bundesrepublik Deutschland (Федерална република Германия). Думите „Reisepass“ (на немски език – паспорт на пътника), „Passport“ и „Passeport“ (съответно на английски и френски език, отпечатани с по-малък шрифт) са разположени по-долу.
Немският паспорт обикновено се състои от 32 страници; при поискване може да бъде издаден вариант с 48 страници за често пътуващи лица.

### Информационна страница за самоличността
Първите две страници на германския паспорт са ламинирани, а втората страница съдържа следните данни:
- Снимка на притежателя на паспорта (Широчина: 35 mm, височина : 45 mm; Височина на главата (до върха на косата): 34.5 mm; Разстояние от горната част на снимката до върха на косата: 3 mm)
- Вид на документа (P = паспорт)
- Код на страната, издаваща паспорта (D = Германия)
- Номер на паспорта (9 цифри 33JJ4789L, избрани от цифри 0 – 9 и букви C, F, G, H, J, K, L, M, N, P, R, T, V, W, X, Y, Z. Така „0“ означава число, а не буквата „О“).
- Фамилно име
- Име при раждане
- Дата на раждане
- Пол
- Националност
- Място на раждане
- Дата на издаване
- Дата на изтичане на валидността
- Издаващ орган
- Подпис на притежателя

Страницата завършва с двуредова зона за машинно четене в съответствие със стандарт 9303 на ИКАО. Кодът на страната не е DEU, както е стандартният код на страната за Германия (съгласно ISO 3166 – 1 alpha-3), а D. Това е единственият код на държава/страна, който не се състои от 3 букви.
През ноември 2001 г. беше добавена така наречената функция Identigram – редица холографски защитни елементи, включително триизмерен орел, холографско копие на снимката на притежателя (така нареченото холографско изображение на сянка), холографско копие на машинночитаема зона, холографски микропечат и кинематични елементи.

### Езици
Страницата с данни/информация е отпечатана на немски, английски и френски език. Втората корица (страница с данни) и страници 2, 4, 5 и 32 или 48 представят всички 24 официални езика на Европейския съюз.

## Процесът на издаване
Немските паспорти, както и немските лични карти, се издават от местните общински служби за регистрация. Кандидатите трябва да подадат лично заявление за издаване на нов паспорт, а данните в новите паспорти по същество представляват заверено копие на личните данни, съдържащи се в документите за регистрация, които се съхраняват на място. След това паспортите се изготвят централизирано в Bundesdragericht в Берлин.
Ако необходимостта може да бъде доказана, може да бъде издаден повече от един паспорт с припокриваща се валидност (например при пътуване до арабски страни с израелски печат в паспорта или когато това е необходимо по професионални причини). Теоретично едно лице може да притежава до десет паспорта едновременно. Валидността на допълнителните паспорти е шест, а не десет години.
Немски паспорт (32 страници, доставка в рамките на един месец, издаден на лице на възраст 24 години и повече) струва 60 EUR. Паспорт за лице под 24 години с валидност шест години струва 37,50 EUR. Паспорт с 48 страници струва 22 евро; експресната доставка струва 32 евро.